# Coursetia dubia
Coursetia dubia é uma espécie vegetal da família Fabaceae.
Apenas pode ser encontrada no Equador.
Os seus habitats naturais são: regiões subtropicais ou tropicais húmidas de alta altitude e matagal árido tropical ou subtropical.